# パトリック・アラン
ジョン・キース・パトリック・アラン（John Keith Patrick Allen、1927年3月17日 - 2006年7月28日）は、イギリスの俳優。

## 出演作品
- シーウルフ（コリン・マッケンジー）
- がんばれタッグス（ナレーション、キャプテン・スター）